# Sufler

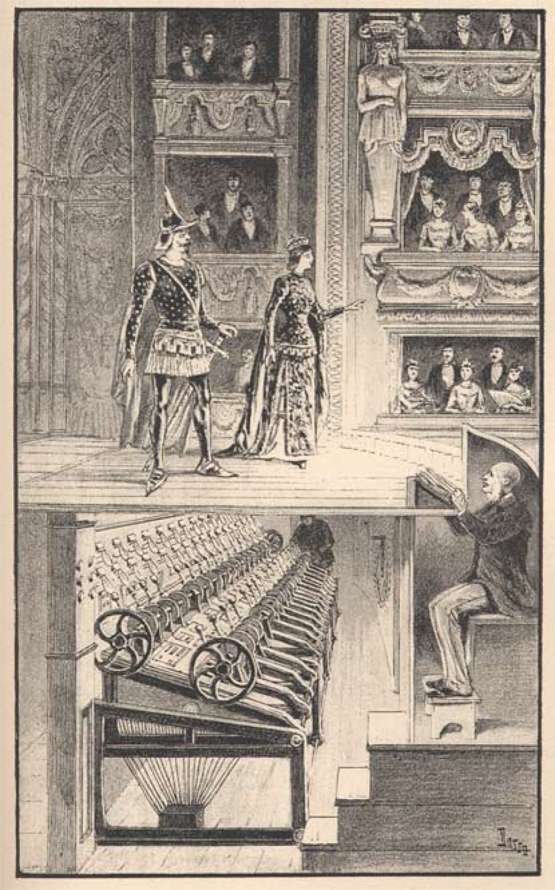
Osiemnastowieczny sufler

Sufler – w teatrze lub operze osoba podpowiadająca aktorowi lub śpiewakowi pierwsze słowa tekstu na kilka sekund przed ich wypowiedzeniem. Obecnie sufler znajduje się za kulisami, niewidoczny dla widzów; dawniej miał swoje miejsce w tzw. budce suflera, często usytuowanej na proscenium, przykryty przed publicznością ozdobną muszlą. Suflerzy zazwyczaj nie wychodzą na scenę. Często też suflerzy zasiadali na górnej części sceny.